# Сиявуш

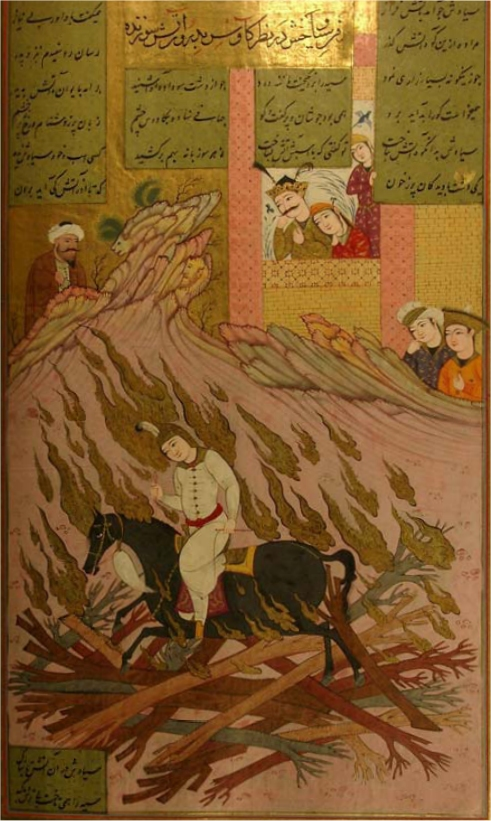
Испытание Сиявуша огнём. Худ. Ризаи (1651 год)

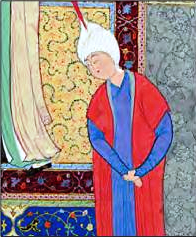
Живописный портрет Сияваша в Шахнаме Тахмаспа

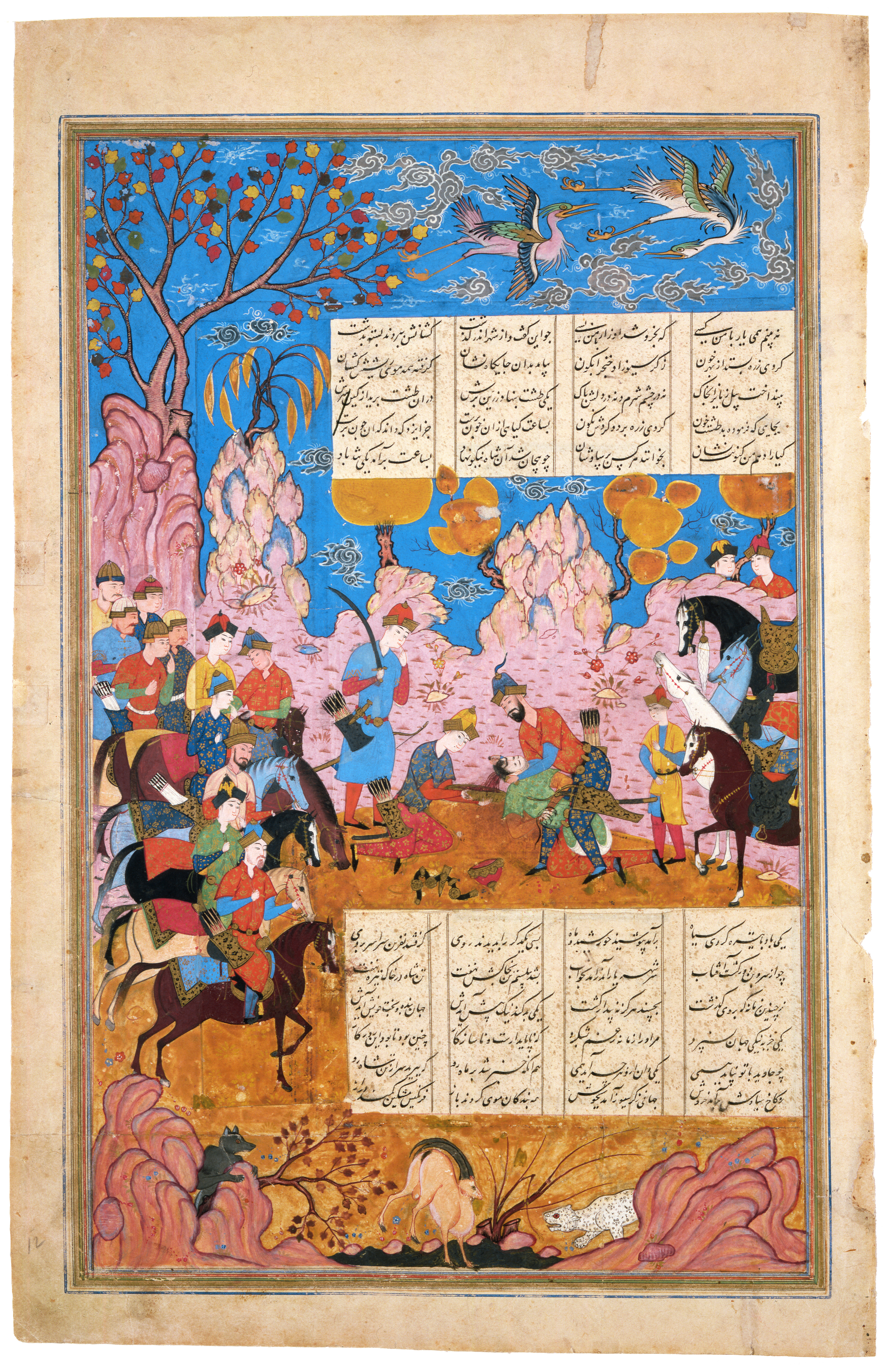
Убийство Сияваша

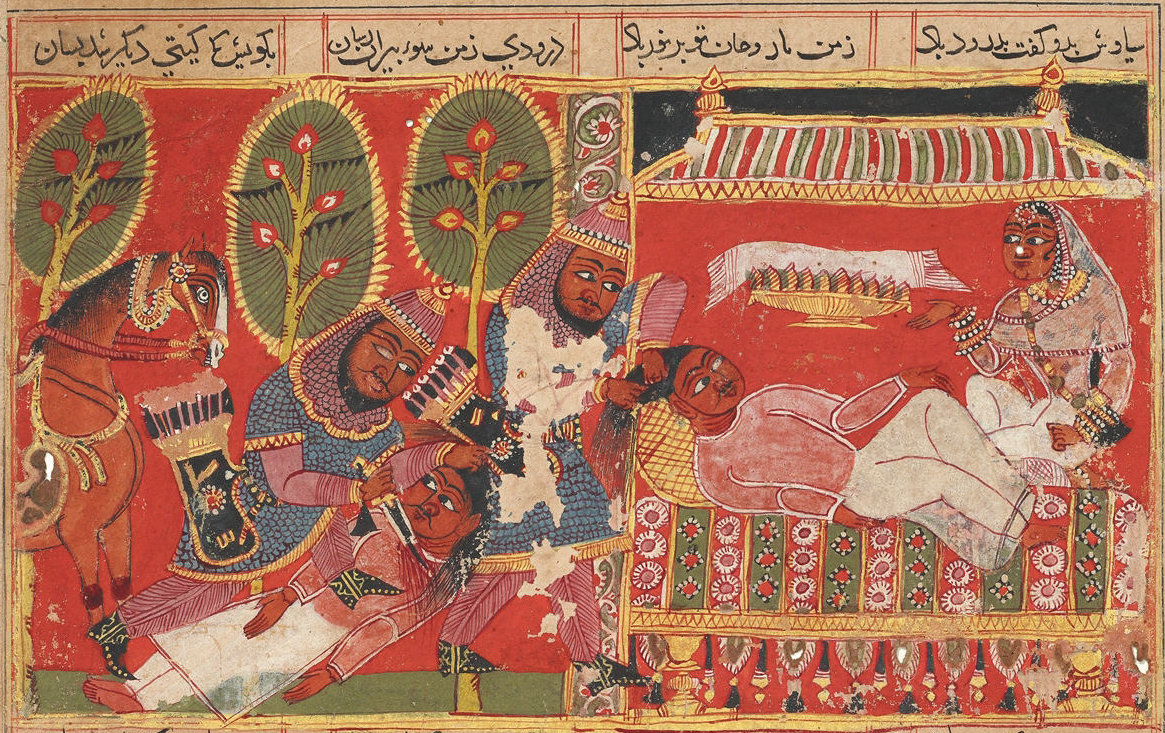
Сияваша вытаскивают из постели и убивают

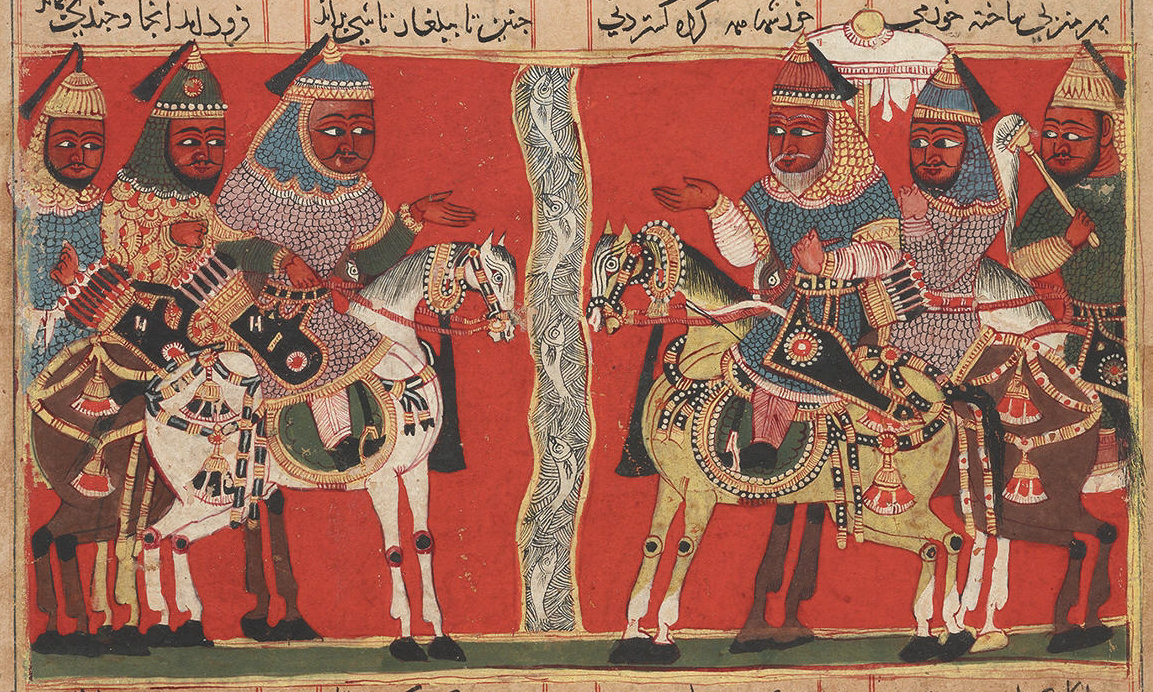
Сияваш сталкивается с Афрасиабом через реку Джейхун, от Мастера джайнского стиля Шахнаме, XV век, Индия.

Сиявуш (перс. سیاوش‎; пехл. Syāvakhš, Siāvaš, от авест. Syāvaršan «чёрный конь») — в иранской мифологии сын легендарного царя Ирана Кей-Кавуса и отец Кей-Хосрова. В поэме Фирдоуси выступает как образец чистоты, оклеветанный мачехой и погибший на чужбине. По мнению С. П. Толстова, в образе героя Сиявуша есть черты умирающего и воскресающего божества, которому поклонялись в Средней Азии до её исламизации.

## В «Авесте»
Месть за него упоминается в трёх яштах «Авесты», где говорится о том, что Хаосрава отомстит за своего отца Сьяваршана, которого коварно убил Франхрасьян. Также он назван седьмым в перечне восьми Кавиев, обладающих хварно, чьи фраваши нужно почитать.

## В среднеперсидских источниках
Сиявахш был сыном Кай Кавуса.
Рассказывается, что когда Фрасияг вывел свою армию против Ирана, в битве с ним участвовал Кай Сиявахш. Но из-за Сутавих, жены Кай Уса, Сиявахш не вернулся в Иран, а перешёл под защиту Фрасияга, прибыл в Туран и взял в жёны дочь Фрасияга, которая родила Кай Хосрова. Там Сиявахш был убит.
«Суждения духа разума» отмечают, что пользы от Сиявуша — рождение его сына Кай Хосрова и построение Кангдиза. «Большой Бундахишн» и «Денкард» также упоминают, что Сиявуш воздвиг сооружение, названное Кангдиз.

## Другие представления
«Кровью Сиявуша» называли смолу драконова дерева, а также выделения некоторых растений из числа лилейных. Династия Афригидов из Хорезма возводила к нему родословную.

## Образ в «Шахнаме»

### Рождение
Однажды иранские богатыри Тус, Гударз и Гив находят в роще у границы с Тураном девушку, которая бежала от своего отца (она оказывается туранкой, внучкой Гарсиваза). Богатыри спорят, кому она достанется, и приводят её к царю Ирана Кей-Кавусу, который, увидев её красоту, забирает девушку себе в гарем.
У них рождается сын Сиявуш, который воспитывается у героя Рустама в Забулистане и учится у него воинскому искусству. Когда Сиявуш вырос, он приезжает в столицу. Отец даёт сыну во владение Кухистан. Умирает мать Сиявуша, он оплакивает её.

### Сиявуш и Судабе
Старшая жена Кавуса Судабе влюбляется в юношу и просит Кавуса, чтобы тот навестил её. Кавус не возражает, и Сиявуш посещает покои Судабе, они беседуют, после чего Судабе советует Кавусу женить юношу. Вскоре Сиявуш вторично посещает покои Судабе. Царица признаётся ему в любви и предлагает выдать за него замуж свою дочь. Когда он в третий раз приходит к ней в покои, Судабе пытается его соблазнить, но он отвергает ухаживания мачехи.
Тогда Судабе, разорвав на себе одежду, обвиняет Сиявуша в том, что это он пытался посягнуть на ложе отца. Кей-Кавус доверяет сыну, допрашивает Судабе, изучает, чем пахнет от Сиявуша и от Судабе, и убеждается, что она лжёт.
Однако Судабе, прибегнув к помощи колдуньи, утверждает, что у неё был выкидыш, а виновником этого стал Сиявуш, и показывает тела двух мёртвых младенцев. Кей-Кавус расследует дело, привлекая для этого консультации астрологов, допрашивает колдунью и устанавливает, что никакого выкидыша не было.
Тем не менее Судабе настаивает на своём, и отец решает подвергнуть Сиявуша испытанию огнём, чтобы подтвердить его невиновность. Сиявуш с помощью волшебного вороного коня и панциря невредимым проходит сквозь огонь. Кавус гневается на жену и хочет повесить её, но Сиявуш просит отца помиловать Судабе, что тот и делает.

### Поход
В Иран вторгается туранское войско Афрасиаба. Сиявуш просит отца отправить его в поход, Кавус даёт согласие. Сиявуш вместе с Рустамом выступает, посещает по пути Забул (Кабул), Герат, Балх. У Балха происходит успешный для иранцев бой, о котором Сиявуш сообщает в письме отцу и получает ответ.
Гарсиваз (брат Афрасиаба) прибывает в стан Сиявуша для переговоров. Рустам и Сиявуш обдумывают речь посла, после чего Сиявуш заключает с Афрасиабом договор о перемирии и получает 100 знатных туранцев в заложники. Сиявуш отправляет к Кавусу Ростема с посланием.
Когда Кавус узнаёт о перемирии, он гневается и приказывает прислать к нему заложников в цепях и возобновить наступление на врага. Когда Ростем выражает недовольство, Кавус отсылает Ростема в Систан и назначает полководцем Туса.
Сиявуш, получив послание Кавуса, совещается с Бехрамом и Зенге и решает вернуть заложников, нарушив приказ отца. Понимая, что его за это может ждать наказание на родине, он отправляет Зенге для переговоров к Афрасиабу, тот привозит послание туранского царя. Сиявуш вверяет войско Бехраму, пишет письмо отцу с объяснением своих действий и переправляется через реку Аму-Дарья, оказавшись на туранской земле.

### Сиявуш в Туране
На земле Турана Сиявуша охотно встречает Пиран (двоюродный брат Афрасиаба), беседующий с ним, а затем, в Канге — и сам царь Афрасиаб. В присутствии Афрасиаба Сиявуш показывает своё мастерство в игре в човган и в стрельбе из лука, после чего Афрасиаб и Сиявуш отправляются на охоту.
Пиран отдаёт Сиявушу в жены свою дочь Джарире, а вскоре в беседе с ним рассказывает о Фарангис, дочери Афрасиаба. Пиран разговаривает с Афрасиабом о возможном браке. Афрасиаб поначалу отказывается выдавать дочь, веря звездочётам, истолковавшим его зловещий сон, но в итоге уступает.  Сиявуш и Фарангис празднуют свадьбу.
Афрасиаб вручает Сиявушу часть царства, и тот строит город Кангдеж. Беседуя с Пираном о будущем, Сиявуш предсказывает свою судьбу. Сиявуш отстраивает город Сиявушгирд, в котором его навещает Пиран, рассказывающий жене и Афрасиабу о поездке.

### Клевета и гибель
Хотя Сиявуш, как подчёркивает Фирдоуси, вовсе не стремился изменить своей новой родине, но его судьба оказалась несчастливой. Гарсиваз по поручению Афрасиаба посещает Сиявуша. Младшая жена Джарире рождает ему сына Форуда. Сиявуш отличается во время игры в конное поло, в стрельбе из лука, а затем побеждает в борьбе Горуй-Зереха и Дамура (которые затаили вражду).
Вернувшись к Афрасиабу, Гарсиваз клеветнически сообщает, что Сиявуш готов предать царя и принимает послов от Кавуса. Тогда Афрасиаб просит Сиявуша приехать и с этим приказом посылает Гарсиваза. Сиявуш готов посетить тестя, но Гарсиваз в беседе начинает отговаривать Сиявуша и настраивать его против Афрасиаба, сообщая, что царь питает к зятю злобу. Сиявуш, опасаясь за себя, отказывается приехать. Тогда Гарсиваз, приехав к Афрасиабу, докладывает тому, что Сиявуш проявил открытое неповиновение.
Афрасиаб собирает войско и направляется в поход на Сиявуша. Сиявуш беседует с беременной Фарангис, после чего видит вещий сон, который рассказывает жене, пророчествует о судьбе своего сына, прощается с женой и своим конём Бехзадом и выступает из города с отрядом. Сиявуш не хочет воевать, но туранское войско атакует его отряд, его бойцы погибают, а Сиявуш ранен и взят в плен.
Его доставляют в Сиявушгирд, где происходит скорый суд. Гарсиваз обвиняет его перед Афрасиабом в измене, Сиявуш пытается оправдаться. Пильсом (брат Пирана) вступается за Сиявуша. Фарангис умоляет Афрасиаба о пощаде.
По приказу туранского царя богатырь Горуй убивает Сиявуша («зарезав, как овцу»); на месте, где пролилась кровь невинного героя, вырастает цветок «кровь Сиявуша». Его оплакивают близкие. Афрасиаб, боясь предзнаменований, хочет убить Фарангис и её неродившегося ребёнка, но Пиран отговаривает царя от жестокости.
Кей-Кавус, узнав о смерти сына, оплакивает его вместе с вельможами, зверями и птицами, а Рустам клянётся отомстить за его смерть. Позже на месте гибели юноши вырастает смоковница с ликом Сиявуша на её листьях.